# 枢接
枢接是两个部件通过一根轴相对转动。比如：门与门框之间通过一个轴体进行相对转动，则门与门框之间的这种相对转动方式为枢接关系。
枢接与铰接的区别为：铰接比枢接的范围大，铰接包括了枢接，即枢接是铰接的一种。铰接是指两个部件连接在一起并能够相对转动。两个部件具有一定自由度的连接都算是铰接。